# René Tartara
René Pierre Charles Tartara (Lilla, 14 novembre 1881 – Haiphong, 3 settembre 1922) è stato un nuotatore e pallanuotista francese.

## Carriera
Partecipò alle gare di nuoto e di pallanuoto della II Olimpiade di Parigi del 1900 e vinse una medaglia di bronzo, nei 200 m stile libero per squadre con la Pupilles de Neptune de Lille (con un punteggio totale di 62).
Prese parte, sempre con la squadra dei Pupilles de Neptune de Lille, al torneo olimpico di pallanuoto, venendo sconfitti al primo turno dal Brussels Swimming and Water Polo Club per 2-0. Partecipò inoltre alla gara dei 200 m stile libero, arrivando secondo in semifinale, nuotando in 3'13"0.

## Palmarès
- Bronzo ai Giochi olimpici di Parigi 1900 nei 200 m stile libero per squadre